# Principi de no-agressió
El principi de no-agressió és una posició moral que afirma que l'agressió és intrínsecament il·legítima. Aquest principi està vinculat amb el dret a la propietat privada, ja que per analitzar una determinada agressió a vegades convé saber quins drets té sobre una determinada propietat. Una agressió, tenint en compte el principi de propietat privada, és la iniciació o amenaça de violència contra una persona o propietat legítimament d'un altre. En concret, les accions preses que no han estat sol·licitades per altres i que afecten físicament la propietat d'un individu, independentment de si el seu resultat és perjudicial o no per al propietari, són considerades violentes o agressives quan van en contra de la lliure voluntat del propietari i poden interferir amb el seu dret a l'autodeterminació i al principi de no-agressió. Els partidaris del principi de no-agressió hi apel·len com un argument a favor de la immoralitat d'un robatori, un acte vandàlic, un assalt i un frau. A diferència del principi de la no-violència, el principi de la no-agressió no s'oposa a la violència utilitzada en la defensa pròpia o en defensa d'altres. Molts partidaris argumenten que el principi de no-agressió s'oposa a polítiques com les lleis que afecten els crims sense víctimes, impostos coercitius i el servei militar. El principi de no-agressió és el fonament de la filosofia llibertària.